# デメチルステリグマトシスチン 6-O-メチルトランスフェラーゼ
デメチルステリグマトシスチン 6-O-メチルトランスフェラーゼ(Demethylsterigmatocystin 6-O-methyltransferase、EC 2.1.1.109)は、以下の化学反応を触媒する酵素である。
S-アデノシル-L-メチオニン + 6-デメチルステリグマトシスチン{\displaystyle \rightleftharpoons }S-アデノシル-L-ホモシステイン + ステリグマトシスチン
従って、この酵素の2つの基質はS-アデノシル-L-メチオニンと6-デメチルステリグマトシスチン、2つの生成物はS-アデノシル-L-ホモシステインとステリグマトシスチンである。
この酵素は、転移酵素、特に1炭素基を転移させるメチルトランスフェラーゼのファミリーに属する。系統名は、S-アデノシル-L-メチオニン:6-デメチルステリグマトシスチン 6-O-メチルトランスフェラーゼである。その他よく用いられる名前に、demethylsterigmatocystin methyltransferase、O-methyltransferase I等がある。